# Cetatea dacică de la Odorheiu Secuiesc
Este o fortificație dacică situată pe teritoriul României.